# Pinguicula jarmilae
Pinguicula jarmilae är en tätörtsväxtart som beskrevs av Josef Jakob Halda och Malina. Pinguicula jarmilae ingår i släktet tätörter, och familjen tätörtsväxter. Inga underarter finns listade i Catalogue of Life.